# Mokronosy
Mokronosy – wieś w Polsce położona w województwie wielkopolskim, w powiecie wągrowieckim, w gminie Damasławek.
Wieś duchowna, własność opata cystersów w Wągrowcu pod koniec XVI wieku leżała w powiecie kcyńskim województwa kaliskiego.
W latach 1954–1958 wieś należała i była siedzibą władz gromady Mokronosy, po jej zniesieniu w gromadzie Damasławek. W latach 1975–1998 miejscowość administracyjnie należała do województwa pilskiego.

## Historia

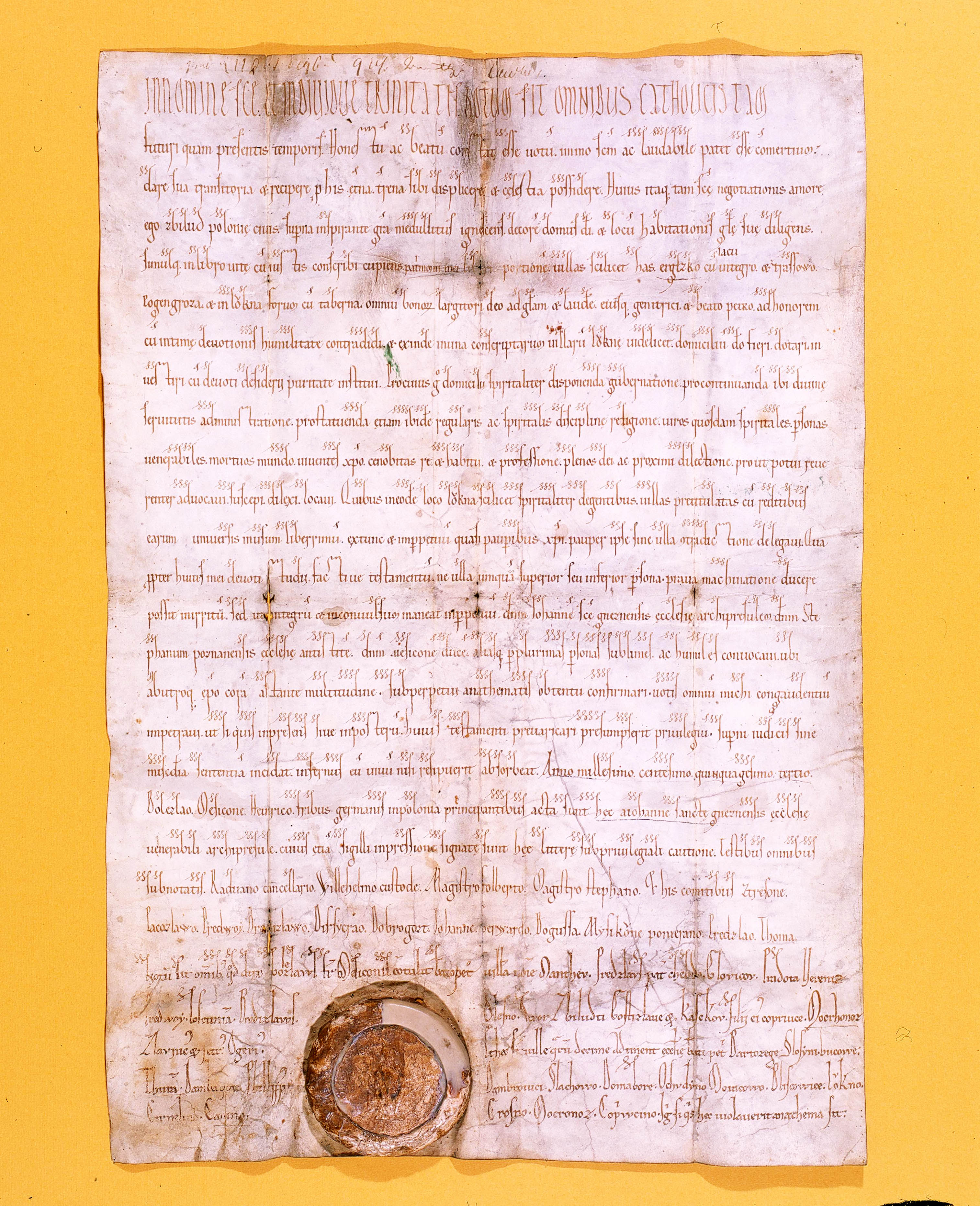
Dokument z 1154 Zbiluta (z rodu Pałuków) obywatela polskiego (“Poloniae civis”) notujący Mokronosy jako Mocrhonoz.

Po raz pierwszy miejscowość wymieniona została w dokumencie z 1154 Zbiluta (z rodu Pałuków) obywatela polskiego (“Poloniae civis”), w którym zanotowana została jako Mocrhonoz.